# أندريس أيمار
أندريس ريكاردو أيمار جوردانو (بالإسبانية: Andrés Ricardo Aimar Giordano)‏ (ولد في 18 نوفمبر 1981 في ريو كوارتو، قرطبة) وهو لاعب كرة قدم أرجنتيني يلعب حاليا لنادي إيستوديانتيس دي ريو كوارتو كلاعب وسط. أندريس هو الأخ الأصغر للاعب كرة القدم بابلو أيمار.

## وصلات خارجية
- أندريس أيمار على موقع قاعدة بيانات كرة القدم.إي يو (الإنجليزية)

- BDFA profile (بالإسبانية)
- Stats at Footballdatabase